# ルー・ドナルドソン
ルー・ドナルドソン（Lou Donaldson、1926年11月1日 - 2024年11月9日）は、アメリカ合衆国のジャズ・サクソフォーン奏者。ビバップやハード・バップ、ソウル・ジャズのジャンルで演奏している。
ソウルやブルース寄りの演奏で知られるが、形成期には、多くのミュージシャンと同じくチャーリー・パーカーから大きな影響を受け、バップ寄りの演奏様式を採っていた。

## 経歴
1926年11月1日、ノースカロライナ州のバディンに生まれる。
1940年代初めにノースカロライナ州立農工大学（North Carolina Agricultural and Technical State University）に入学。第2次世界大戦で海軍に従軍しシカゴで訓練を受けた際に、クラブでビバップを知る。戦後ノースカロライナ州グリーンズボロに戻り、海軍従軍経験のある州立農工大学の学生と「Rhythm Vets」というグループを組み音楽活動を開始。「Pitch a Boogie Woogie」と言う劇映画の音楽録音を担当。
ドナルドソン自身の最初の録音は、1950年のチャーリー・シングルトン・オーケストラと行ない、その後1952年にミルト・ジャクソンやセロニアス・モンクといったバップの使者とともに録音、1953年には、トランペットのヴィルトゥオーソのクリフォード・ブラウンやドラマーのフィリー・ジョー・ジョーンズとも録音を行なっている。トランペッターのブルー・ミッチェルやピアニストのホレス・シルヴァー、ドラマーの アート・ブレイキーといった錚々たる顔触れのジャズ・ミュージシャンを率いて、いくつかの小編成のグループを組んだ。アート・ブレイキー・クィンテットのメンバーとして、同グループの最も名高いアルバム『バードランドの夜 Vol.1』の録音にも加わっている。
ドナルドソンはビバップやハード・バップ、ソウル・ジャズのジャンルで録音を行なった。長年にわたってパートナーのピアニストはハーマン・フォスターが務めた。
2012年10月にノースカロライナ音楽の殿堂入りし、2012年にはNEA（National Endowment for the Arts）からアメリカ合衆国におけるジャズ界の最高栄誉とされる、2013年NEAジャズ・マスターズを受賞。
2016年、90歳で現役を引退。
2024年11月9日に死去。98歳没。

## ディスコグラフィ

### リーダー・アルバム

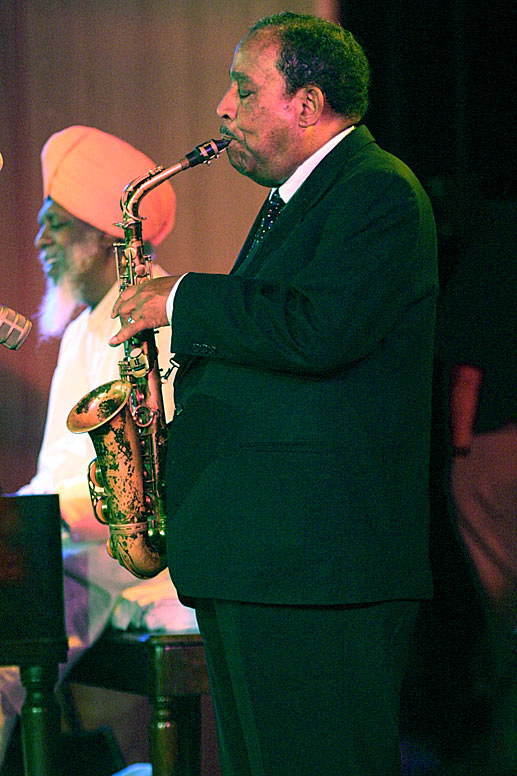
ロニー・スミス（左）とドナルドソン。写真：Tom Beetz

- New Faces New Sounds (Lou Donaldson Quintet/Quartet) (1952年、Blue Note) ※10インチLP
- New Faces New Sounds (Lou Donaldson/Clifford Brown Quintet) (1953年、Blue Note) ※10インチLP
- Lou Donaldson Sextet, Vol. 2 (1954年、Blue Note) ※10インチLP
- 『ルー・ドナルドソン・カルテット・クインテット・セクステット』 - Quartet/Quintet/Sextet (1957年、Blue Note) ※1954年録音。旧邦題『ハードバップ・セッションズ』
- 『ウェイリング・ウィズ・ルー』 - Wailing With Lou (1957年、Blue Note)
- 『スイング・アンド・ソウル』 - Swing and Soul (1957年、Blue Note)
- 『ルー・テイクス・オフ』 - Lou Takes Off (1957年、Blue Note)
- 『ブルース・ウォーク』 - Blues Walk (1958年、Blue Note)
- 『LD+3』 - LD + 3 (Lou Donaldson with The Three Sounds) (1959年、Blue Note) ※with ザ・スリー・サウンズ
- 『ザ・タイム・イズ・ライト』 - The Time Is Right (1959年、Blue Note)
- 『ライト・フット』 - Light-Foot (1960年、Blue Note) ※1958年録音
- 『サニー・サイド・アップ』 - Sunny Side Up (1960年、Blue Note)
- 『ヒア・ティス』 - Here 'Tis (1961年、Blue Note)
- 『グレイヴィー・トレイン』 - Gravy Train (1961年、Blue Note)
- 『ザ・ナチュラル・ソウル』 - The Natural Soul (1962年、Blue Note)
- 『グッド・グレイシャス』 - Good Gracious! (1963年、Blue Note)
- 『シグニファイン』 - Signifyin' (1963年、Argo)
- 『ポッサム・ヘッド』 - Possum Head (1964年、Argo)
- Cole Slaw (1964年、Argo)
- 『ラフ・ハウス・ブルース』 - Rough House Blues (1964年、Cadet)
- Musty Rusty (1965年、Argo)
- 『風に吹かれて』 - Blowing in the Wind (1966年、Cadet)
- Lou Donaldson at His Best (1966年、Cadet)
- 『スウィート・スランバー』 - Sweet Slumber (1967年、Blue Note) ※日本以外では『Lush Life』として発売
- 『アリゲイター・ブーガルー』 - Alligator Bogaloo (1967年、Blue Note)
- 『Mr.シンガリン』 - Mr. Shing-A-Ling (1967年、Blue Note)
- 『ミッドナイト・クリーパー』 - Midnight Creeper (1968年、Blue Note)
- 『セイ・イット・ラウド!』 - Say It Loud! (1968年、Blue Note)
- 『ホット・ドッグ』 - Hot Dog (1969年、Blue Note)
- 『フライド・バザード』 - Fried Buzzard (1970年、Cadet) ※1965年ライブ録音
- 『エヴリシング・アイ・プレイ・イズ・ファンキー』 - Everything I Play Is Funky (1970年、Blue Note)
- 『プリティ・シングス』 - Pretty Things (1970年、Blue Note)
- 『コスモス』 - Cosmos (1971年、Blue Note)
- 『ソフィスティケイテッド・ルー』 - Sophisticated Lou (1972年、Blue Note/UA)
- 『サッシー・ソウル・ストラット』 - Sassy Soul Strut (1973年、Blue Note/UA)
- 『スイート・ルー』 - Sweet Lou (1974年、Blue Note/UA)
- A Different Scene (1976年、Cotillion)
- Color as a Way of Life (1977年、Cotillion)
- 『ミッドナイト・サン』 - Midnight Sun (1980年、Blue Note/UA) ※1960年録音
- 『ファイン・アンド・ダンディ』 - Fine And Dandy Live In Digital Recording (1980年、LDR Digital Recording) ※with レッド・ガーランド
- 『スウィート・パパ・ルー』 - Sweet Poppa Lou (1981年、Muse)
- 『フォーゴトン・マン』 - Forgotten Man (1982年、Timeless) ※旧邦題『Mr.ファンキー・マン』
- Back Street (1982年、Muse)
- 『ライヴ・イン・ボローニャ』 - Live in Bologna (1986年、Timeless) ※1984年ライブ録音。旧邦題『ファンキー・マン・ライヴ』
- 『プレイ・ザ・ライト・シング』 - Play the Right Thing (1990年、Milestone)
- 『バードシード』 - Birdseed (1992年、Milestone)
- Caracas (1993年、Milestone)
- The Scorpion: Live At The Cadillac Club (1995年、Blue Note/EMI) ※1970年録音
- Sentimental Journey (1995年、Columbia)
- 『ア・マン・ウィズ・ア・ホーン』 - A Man With a Horn (1999年、Blue Note/EMI) ※1961年録音
- 『ライヴ・オン・ザ・QE2〜リラクシング・アット・シー』 - Relaxing at Sea: Live on the QE2 (1999年、Chiaroscuro)

### コンピレーション・アルバム
- Ha' Mercy (1971年、Cadet)
- The Best of Lou Donaldson: Signifyin'  (1991年、Affinity/Charly)
- The Best of Lou Donaldson, Volume 1: (1957-1967) (1993年、Blue Note/EMI)
- The Righteous Reed! The Best of Poppa Lou (1994年、Blue Note/EMI)
- The Best of Lou Donaldson, Vol. II: The Blue Note Years (1996年、Blue Note/EMI)
- Blue Breakbeats (1998年、Blue Note/EMI)
- The Artist Selects (2005年、Blue Note/EMI)
- 『ベスト・オブ・ルー・ドナルドソン ブルーノート・イヤーズ』 - The Blue Note Years (2009年、Blue Note)

### 参加アルバム
ジーン・アモンズ
- 『ウーフィン&トゥイーティン』 - All Star Sessions (1956年、Prestige) ※1950年-1955年録音

アート・ブレイキー
- 『バードランドの夜 Vol.1』 - A Night at Birdland Vol. 1 (1954年、Blue Note)
- 『バードランドの夜 Vol.2』 - A Night at Birdland Vol. 2 (1954年、Blue Note)
- 『バードランドの夜 Vol.3』 - A Night at Birdland Vol. 3 (1954年、Blue Note)

クリフォード・ブラウン
- 『クリフォード・ブラウン・メモリアル・アルバム』 - Memorial Album (1953年、Blue Note)

ミルト・ジャクソン
- All Star Bags (1953年、Prestige)

セロニアス・モンク
- 『ジーニアス・オブ・モダン・ミュージック』 - Genius of Modern Music (1952年、Blue Note)

ジミー・スミス
- 『ア・デイト・ウィズ・ジミー・スミスVol.1』 - A Date with Jimmy Smith Volume One (1957年、Blue Note)
- 『ア・デイト・ウィズ・ジミー・スミスVol.2』 - A Date with Jimmy Smith Volume Two (1957年、Blue Note)
- 『ジミー・スミス・トリオ+L.D.』 - Jimmy Smith Trio + LD (1957年、Blue Note)
- 『ハウス・パーティ』 - House Party (1958年、Blue Note)
- 『ザ・サーモン!』 - The Sermon! (1958年、Blue Note)
- 『クール・ブルース』 - Cool Blues (1958年、Blue Note)
- 『ロッキン・ザ・ボート』 - Rockin' the Boat (1963年、Blue Note)
- 『コンファメーション』 - Confirmation (1979年、Blue Note) ※1957年-1958年録音